# Треппо-Лигосулло
Треппо-Лигосулло (итал. Treppo Ligosullo) — коммуна в Италии, в области Фриули-Венеция-Джулия. 
Образована в 2018 году путём объединения коммун Треппо-Карнико и Лигосулло. Относилась к бывшей провинции Удине.
Население составляет 705 человек (2021 г.).
Покровителями коммуны почитаются святая Агнесса Римская, празднование 21 января в Треппо-Карнико, и святитель Николай Мирликийский, празднование 6 декабря в Лигосулло.